# Нет налогам без представительства
«Нет налогам без представительства» (англ. No taxation without representation) — лозунг, использовавшийся в качестве главной претензии британских колонистов в Северной Америке к королевской власти и колониальной администрации и широко использовавшийся в ходе Американской революции.
Лозунг возник в 50-х — 60-х годах XVIII века, когда британские колонисты в Америке стали осознавать, что несмотря на своё значительное число и хозяйственную деятельность, облагавшуюся налогами, они не обладают представительством в британском парламенте и не могут реализовывать свои права, гарантированные британским Биллем о правах, принятым в 1689 году.
Твердая убежденность в том, что правительство не должно облагать налогом население, если это население каким-либо образом не представлено в правительстве, появилась во время гражданской войны в Англии после отказа парламентария Джона Гемпдена платить налоги, произвольно установленные королем Карлом I. «Никакое налогообложение без представительства» в контексте налогообложения британо-американских колоний впервые появилось в заголовке Лондонского журнала за февраль 1768 года на странице 89 при печати «Речи лорда Камдена о декларативном билле о суверенитете Великой Британии над колониями».

## Современное использование

### США
В столице США Вашингтоне (административно включённом в федеральный округ Колумбия, не входящий ни в один из штатов) фраза используется в рамках кампании по предоставлению округу Колумбия голоса в Конгрессе, поскольку жители округа платят федеральные налоги, но в конгрессе не представлены. Помимо них в Конгрессе не представлены только жители островных территорий США, находящихся за пределами штатов. Формально являясь гражданами США, они платят лишь налоги на тот доход, который получен за пределами данных территорий. Однако жители Вашингтона обязаны уплачивать те же федеральные налоги, что и жители штатов, что вызывает разногласия на разном уровне. Статус округа, как разновидности административной единицы на неорганизованной территории, ранее существовал в США (в Луизиане и на Аляске), впоследствии там было организовано самоуправление (организованные территории), приведшее к созданию новых штатов. Однако округ Колумбия, изначально расположенный в рамках территории штатов Мэриленд и Виргиния, не считался неорганизованной территорией, а его жители продолжали считаться жителями соответствующих штатов. По замыслу первого президента США Джорджа Вашингтона округ Колумбия должен был быть преобразован в Территорию Колумбия, однако Конгресс счёл необоснованным выделение из существующих штатов административной единицы в более низком ранге организованной территории. Вместо этого в 1801 году было организовано самоуправление на уровне графств (county), приведшее к фактической ликвидации округа и сохранившее его жителей в качестве резидентов штатов Мэриленд и Виргиния, управление же округом было передано напрямую федеральному правительству. В 1841 году федеральное правительство вернуло штату Виргиния Александрийский округ (Alexandria county). В 1871 году на оставшейся (от Мэриленда) части округа была вновь создана единая административная единица под прежним названием округ Колумбия, но уже в новом статусе - федерального округа, имеющего собственную юрисдикцию и самоуправление, а его жители перестали считаться резидентами Мэриленда. При этом федеральный округ не является штатом и не обладает теми полномочиями, которыми обладает штат, в том числе касательно представительства в федеральных органах власти. В XX веке жители округа уже добились определённого успеха в своём движении за полноправное участие в федеральных выборах. Так, в 1961 году была принята двадцать третья поправка к Конституции США, позволившая им участвовать в выборах президента. Дальнейшее расширение прав жителей округа является не менее актуальной задачей, вплоть до настоящего момента. В 2000 году Департамент автомобильного транспорта округа Колумбия начал выдавать автомобильные номера с надписью Taxation without representation. Президент Билл Клинтон использовал такой номерной знак. Следующий президент Джордж Буш-младший изменил номер, однако президент Барак Обама со второго срока своего президентства вернул протестную надпись. Президент Дональд Трамп (хоть и не выразивший однозначной позиции по предоставлению округу Колумбия статуса штата) также продолжил использовать автомобиль с такой надписью на номере.